# Parque andino Juncal

Glaciares sobre el cerro Juncal.

El parque andino Juncal es un espacio natural ubicado en la cuenca del río homónimo que es a su vez uno de los formativos del río Aconcagua. Es, a mayo de 2024, el único sitio RAMSAR mantenido por iniciativa privada en Chile y es gestionado por la Comunidad Kenrick Lyon. El terreno pertenece desde 1911 a la familia Kenrick.

## Ubicación y descripción
Los límites del parque son por el oriente la frontera internacional de la Región de Valparaíso, por el poniente el río Juncal, por el sur el estero de los Monos de Agua y por el norte la pirca de piedra en el camino de ingreso al parque (proveniente desde el camino internacional CH-60 desde Portillo), cubriendo un área de 13.796 hectáreas cuyas altitudes varían entre 2200 a 5000 m s. n. m.
El parque posee paisajes naturales de gran valor escénico y relevancia ecológica, conformados por valles, arroyos, humedales y una riqueza de amplio rango en especies nativas y endémicas de flora y fauna, particular al clima Mediterráneo. Desde el parque se puede acceder al glaciar Juncal que alimenta parcialmente con sus deshielos la cuenca del río Aconcagua y la cuenca del río Maipo.

## RAMSAR
En mayo de 2010 el parque fue incorporado a la lista de sitios de importancia internacional protegidos por la Convención Ramsar, pasando a ser el 12.º sitio Ramsar de Chile, el número 1909 en el mundo, el primero y único en los Andes Centrales y el primero en manos privadas en toda Latinoamérica y el Caribe.